# لیکوسنگ‌چشم ابلق
لیکوسنگ‌چشم ابلق (نام علمی: Pteruthius flaviscapis) یک گونه پرنده است که به‌طور سنتی به عنوان یکی از لیکویان جهان قدیم (خانواده Timaliidae) جای می‌گیرد. اما همان‌طور که به نظر می‌رسد، وابسته به یک شاخه آسیایی از سرودخوان آمریکایی است و ممکن است به Vireonidae وابستگی داشته باشد. در واقع، از مدت‌ها پیش ذکر شد که عادت‌های آن‌ها شبیه عادت ویرئوها است، اما اعتقاد بر این بود که این نتیجه فرگشت همگرا است.
بومی جاوه است. در گذشته به عنوان زیرگونه‌ای از لیکوسنگ‌چشم ابروسفید در نظر گرفته می‌شد.